# Машевко (Західнопоморське воєводство)
Машевко (пол. Maszewko, нім. Neu Massow) — село в Польщі, у гміні Машево Голеньовського повіту Західнопоморського воєводства.
Населення — 64 особи (2011).
У 1975-1998 роках село належало до Щецинського воєводства.

## Демографія
Демографічна структура станом на 31 березня 2011 року:
|          | Загалом | Допрацездатний вік | Працездатний вік | Постпрацездатний вік |
| -------- | ------- | ------------------ | ---------------- | -------------------- |
| Чоловіки | 37      | 9                  | 26               | 2                    |
| Жінки    | 27      | 6                  | 17               | 4                    |
| Разом    | 64      | 15                 | 43               | 6                    |